# Cóll
Cóll és un petit nucli de població del municipi de la Vall de Boí, a l'Alta Ribagorça. Tingué ajuntament independent des de la promulgació de la Constitució de Cadis, el 1812, fins a la seva incorporació a Barruera el 1847.
És el poble més meridional del seu terme municipal, i a partir d'ell, cap al nord, s'obre la vall de Boí. A l'alçada de Cóll devia començar, sempre cap al nord, la morrena frontal de la gelera que va formar aquesta vall. Cardet seria el lloc on pròpiament començava la gelera.
Està situat enlairat al marge dret del riu Noguera de Tor, per sota de l'estret de les Cabanasses. El 2005 tenia uns 40 habitants.
La seva església parroquial, Santa Maria de Cóll, és romànica. Un xic separada al sud-est del poble, actualment fa d'església del cementiri. Dins del nucli de població hi ha també una capella, dedicada a la Purissima.

## Etimologia
Segons Joan Coromines, Cóll, amb accent diacrític per tal de diferenciar aquest nom del de Coll sense accent, no és derivat del llatí collum (mateix significat actual del comú coll'), sinó de coleus (testicle), que també dona goll. Podria procedir de la forma d'algunes roques immediates al poble.

## Història
El poble de Cóll apareix esmentat documentalment en primer lloc el 1054. És en una relació dels pobles que componien en aquell temps el terme de Castilló de Tor, que havia estat comprat pel rei Ramir I d'Aragó. Tot seguit, el seu fill, Sanç Ramírez, va lliurar el domini eclesiàstic d'aquell terme al bisbat de Roda de Ribagorça.
En el Fogatge del 1553 consten a Cóll 13 focs (uns 65 habitants).
Cóll continuà formant part del territori de Castilló de Tor durant molt de temps, per la qual cosa quan el bisbat de Roda fou suprimit, i els seus territoris s'integraren en el bisbat de Lleida, Cóll passà a aquell bisbat, del qual continua formant part avui dia. Fins a l'abolició dels senyorius, el 1831, Tremp pertangué també senyorialment al bisbe de Lleida.
Pascual Madoz inclou Coll en el seu Diccionario geográfico... del 1849. Situat dalt de la serra que separa la vall de Boí de la de Vilaller, en lloc pla, arrecerat del vent del nord mitjançant la muntanya de Serreres, el clima és bastant fred, i produeix forts refredats i moltes pulmonies, per la fredor de l'aire. Tenia 15 cases unides, de pedra a l'exterior i de fusta a l'interior, totes d'una sola planta i miserables; els carrers eren desiguals, dolents i sense empedrar. Hi havia l'església parroquial de Santa Maria, servida per un rector de concurs ordinari. Té el cementiri darrere de l'església i fora del poble. L'aigua es pren d'una font propera i del barranc, a un quart d'hora. Hi havia una ermita dedicada a sant Antoni.
El terreny és muntanyós, àrid, pedregós i trencat. S'hi conreen uns 130 jornals, que donen 6 per 1 de sembra. Els boscos es rompen per llaurar les terres, i no hi ha boscos notables, però sí bardisses, carrasca, freixes i oms. S'hi produïa sègol, patates, llegums i pastures, i s'hi crien ovelles i cabres. Hi havia caça de perdius i conills. També hi havia un molí fariner. Formaven el poble 12 veïns (caps de família) i 69 ànimes (habitants).
El 6 de setembre de 1907 Cóll va ser un dels llocs per on va passar la Missió arqueològico-jurídica a la ratlla d'Aragó, organitzada per l'IEC amb la missió de protegir el patrimoni artístic català. L'equip estava format per Josep Puig i Cadafalch, Guillem Marià Brocà, Josep Gudiol, Josep M.Goday i Adolf Mas.

## Nucli urbà
El nucli de Cóll és un monument del municipi de la Vall de Boí declarat bé cultural d'interès nacional. Es tracta d'un nucli de població situat en un coster, a 1180 m. d'altitud, a la dreta de la Noguera de Tor, aigua avall de l'estret de les Cabanasses. L'església parroquial romànica (segle xii) de Santa Maria de Cóll, ha estat modernament advocada a l'Assumpció. Té decoració escultòrica (capitells i un crismó), conserva un notable retaule gòtic i dues talles del segle xvi. La senyoria pertanyia a la mitra de Lleida.

## Serveis turístics
En primer lloc, cal esmentar els serveis de cara al turisme derivats de la declaració de les esglésies romàniques de la Vall de Boí per la UNESCO. Arran d'aquesta declaració, s'ha construït un Centre d'interpretació del romànic a Erill la Vall, que ofereix una visita amb modalitat de lliure i guiada a la totalitat de les esglésies incloses en el catàleg. És una de les visites més recomanables del municipi i de la comarca. Santa Maria de Cóll és l'església d'aquest poble que entra en el catàleg del romànic de la vall.
L'oferta turística a Cóll és molt limitada, encara que es desdobli en campanya d'hivern, enfocada de cara a l'esquí, i d'estiu, enfocada de cara a la muntanya i al turisme familiar de vacances.
La llista d'establiments d'allotjament és ampla:
Hotels i pensions, amb restaurant: Casa Peiró.
A més, cal comptar amb establiments semblants a diversos pobles de la vall i dels voltants, dins del terme del Pont de Suert, sobretot.